# أسماء الضرير
أسماء عبد الرحيم الضرير (ولدت 1949) طبيبة سودانية معروفة بأبحاثها في الثمانينيات حول ختان الإناث. كانت من أوائل النساء العربيات والأطباء النسويات الذين تحدثوا علانية ضد هذه الممارسة.
نائبة مدير الإحصائيات والبحوث الصحية السابقة بوزارة الصحة السودانية، قادت مشروع بحثي حول ختان الإناث في كلية الطب بجامعة الخرطوم من 1977 إلى 1981، وكجزء من هذا المشروع، أجرت أول مسح واسع النطاق للنساء اللاتي عانين من الختان،  وأجرت مقابلات مع 3.210 امرأة و 1.545 رجلاً في خمس مقاطعات سودانية مع انتشار واسع للختان.
الضرير مؤلفة كتاب «امرأة، لماذا تبكين: الختان وعواقبه» (1982) والمؤلفة المشاركة لختان الإناث في السودان: الانتشار والمضاعفات والمواقف والتغيير (1983). وهي رئيسة سابقة لجمعية بابكر بدري العلمية لدراسات المرأة.

## خلفية
أصبحت أسماء مهتمة في دراسة ختان الإناث بعد تعرضها للختان من النوع الفرعوني من قبل ممرضة في سن 11 في عام 1960. في يا امرأة، لماذا تبكين؟ كتبت أن الجرح أصيب بالالتهاب وأُعطيت خمس حقن بنسلين. وعندما كانت في الثامنة عشرة من عمرها، تعرضت أختها الأصغر أيضًا للختان.
في السبعينيات درست الطب في جامعة الخرطوم. بدأت دراسة تشويه الأعضاء التناسلية الأنثوية كطالبة طب في السنة الخامسة عندما كتبت ورقة بحثية لدورة عن طب المجتمع. في عام 1977 اختارتها كلية الطب لرئاسة مشروع بحثي عن ختان الإناث في السودان. حصلت على ماجستير في عام 1981. تلخص كتبها، امرأة ، لماذا تبكين، ومشاركتها في تأليف ختان الإناث في السودان: الانتشار والمضاعفات والمواقف والتغيير، هذا البحث.

## فهرس المراجع
- El Dareer، Asma (1982). Woman, Why Do You Weep: Circumcision and its Consequences. London: Zed Books. ISBN:0-86232-099-2.
- Barnes-Dean، Virginia Lee (يونيو 1985). "Clitoridectomy and Infibulation". Cultural Survival Quarterly. مؤرشف من الأصل في 2025-02-19.
- Forbes، L. E. (فبراير 1997). "Lilian Passmore Sanderson, 1925–1996" (PDF). Sudan Studies ع. 19: 1–3. ISSN:0952-049X. مؤرشف (PDF) من الأصل في 2019-08-27.
- Shell-Duncan، Bettina؛ Hernlund، Ylva (2000). "Female 'Circumcision' in Africa: Dimensions of the Practice and Debates". في Shell-Duncan، Bettina؛ Hernlund، Ylva (المحررون). Female 'Circumcision' in Africa: Culture Controversy and Change. Boulder: Lynne Rienner Publishers. ص. 1–40.
- Zabus، Chantal (2004). "Between Rites and Rights: Excision on Trial in African Women's Texts and Human Contexts". في Marsden، Peter؛ Davis، Geoffrey V. (المحررون). Towards a Transcultural Future: Literature and Human Rights in a 'post'-colonial World. Amsterdam and New York: Rodopi. ص. 109–134.